# 学院桥站
学院桥站是一个位于中国北京市海淀区学院路街道与花园路街道交界北四环中路、学院路交叉口学院桥北侧，属于北京地铁昌平线的地铁车站，2023年2月4日随昌平线清河站-西土城段一同开通。

## 位置
学院桥站位于北四环路与学院路交叉口学院桥下方。车站呈南北向布置。

## 车站结构

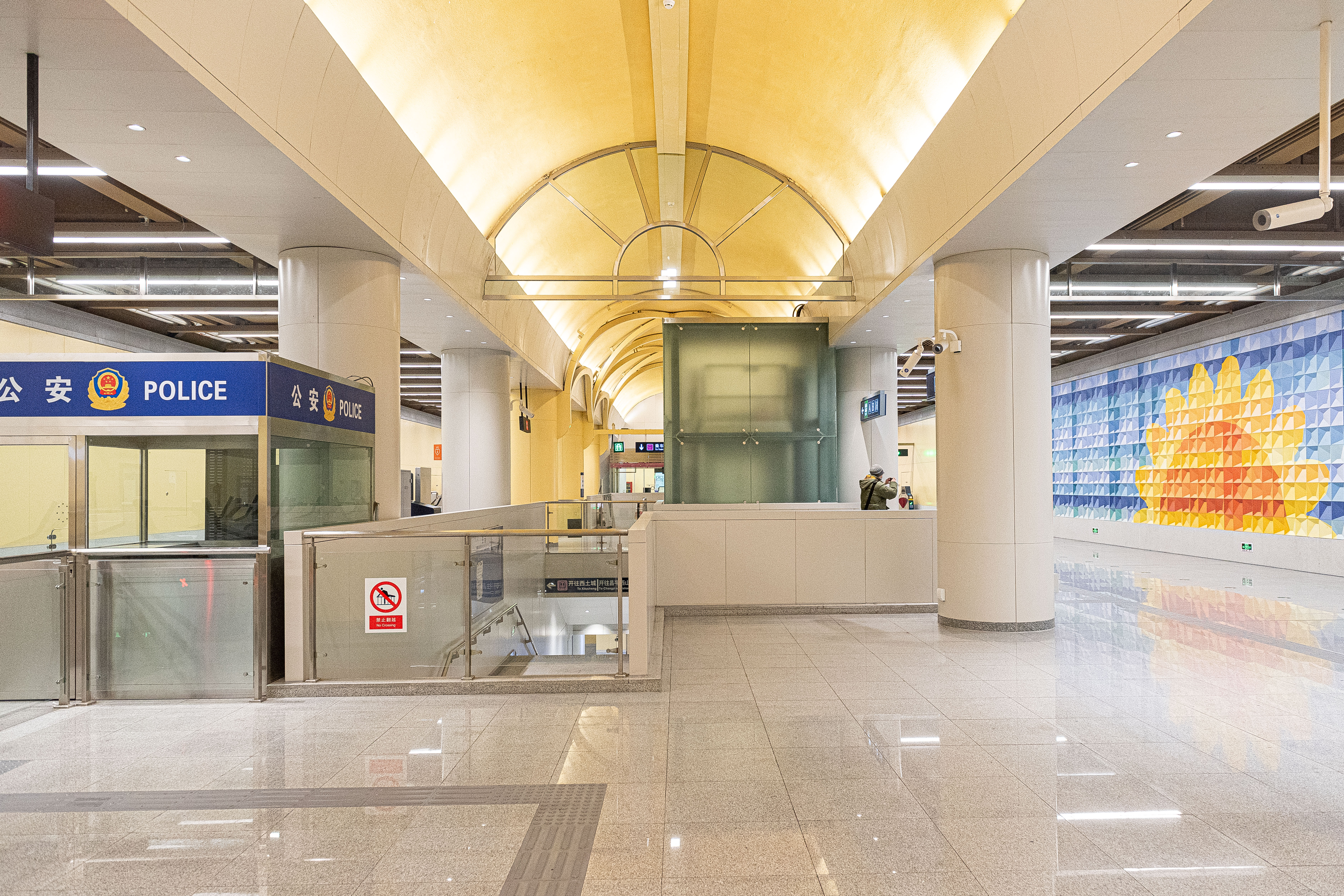
站厅

本站为地下暗挖两层双柱三跨岛式车站，全长241米，标准段宽23.1米，高15.9米，总建筑面积20564平方米，设置6个出入口、2组风亭。
| 地面 |                    | 出入口                           |  |  |
| B1层 | 站厅               | 客服中心、自动售票机、进出站闸机 |  |  |
| B2层 |                    | █ 昌平线 往昌平西山口（六道口）  |  |  |
|      | 岛式站台，左侧开门 |                                  |  |  |
|      |                    | █ 昌平线 往蓟门桥（西土城）      |  |  |

### 出入口
本站初期开放A、B、C1、C2、D1口，D2口于2024年12月15日开通。
| 编号                      | 指示   | 建议前往的目的地                                                                       | 图片 | 无障碍设施 |
| ------------------------- | ------ | -------------------------------------------------------------------------------------- | ---- | ---------- |
| 出口 · A                  | 学院路 | 学院路（西侧）、地大南路、中国地质大学（北京）                                         |      | 不適用     |
| 出口 · B · 升降机标志     | 学院路 | 学院路（东侧）、北京科技大学                                                           |      |            |
| 出口 · C · 1              | 北四环 | 北四环中路（北侧）、天工大厦                                                           |      | 不適用     |
| 出口 · C · 2              | 学院路 | 学院路（东侧）、北四环中路（南侧）、北京大学医学部、北京大学第三医院、北京大学第六医院 |      | 不適用     |
| 出口 · D · 1              | 北四环 | 北四环中路（北侧）、航遥大厦                                                           |      | 不適用     |
| 出口 · D · 2 · 升降机标志 | 学院路 | 学院路（西侧）、北京航空航天大学、世宁大厦、柏彦大厦                                   |      |            |
| 註： 設有                 |        |                                                                                        |      |            |

## 车站艺术
本站在站厅东部设有壁画《花儿对我笑》，展现理科生看似一样但又各具独特精神面貌的形象，A、C、D三个出入口通道则根据临近院校布设有不同的公共艺术作品：临近中国地质大学（北京）的A口通道布置了壁画《地质纪元》，临近北京大学医学部的C口通道设有以“健康”为出发点的壁画《爱的视界》，临近北京航空航天大学的D口通道则将一段装饰为“联通宇宙与未来的隧道”，该作品称《梦想空间站》。

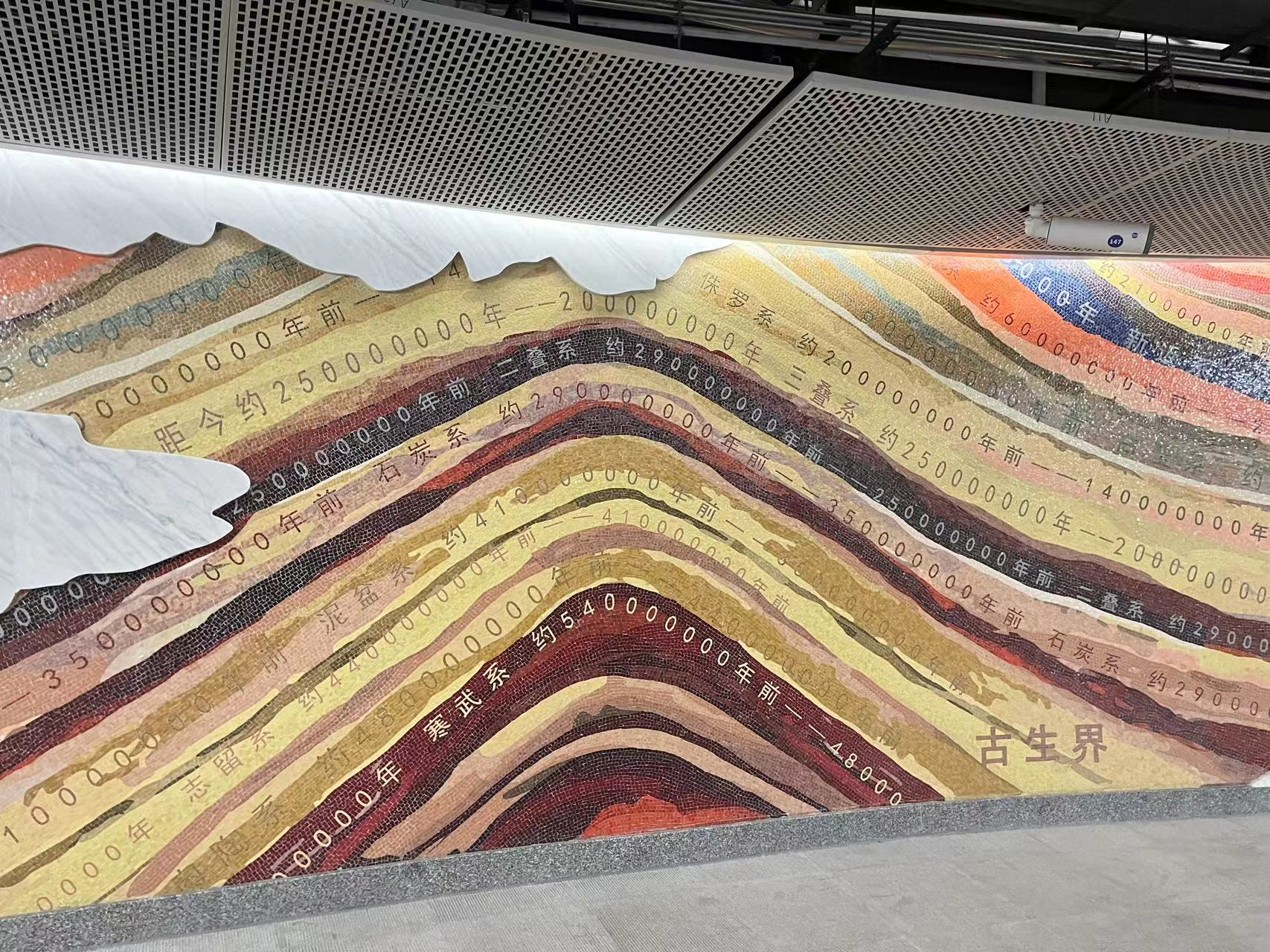
壁画《地质纪元》